# Tennistoernooi van Montréal/Toronto

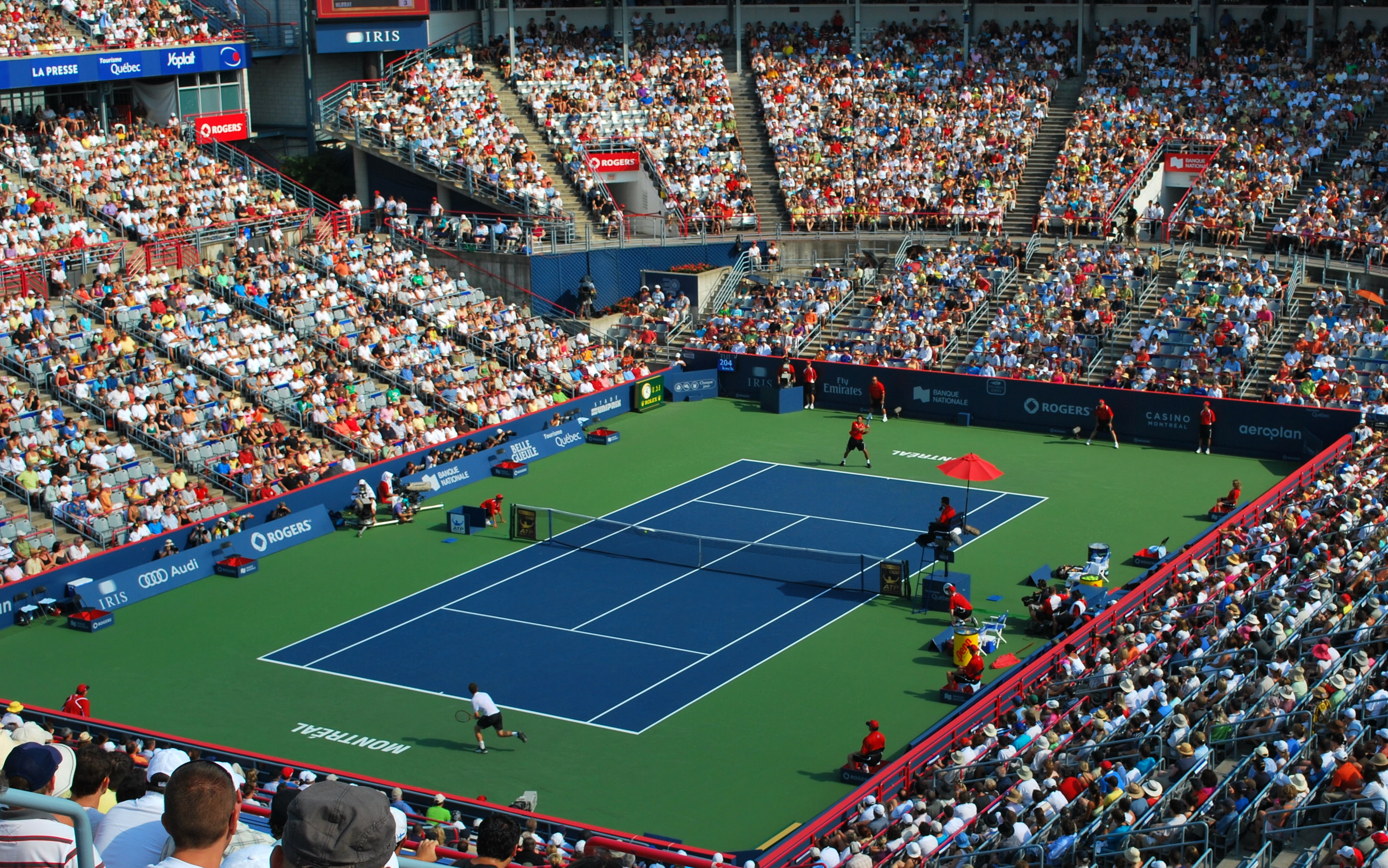
Het stadion in Montreal

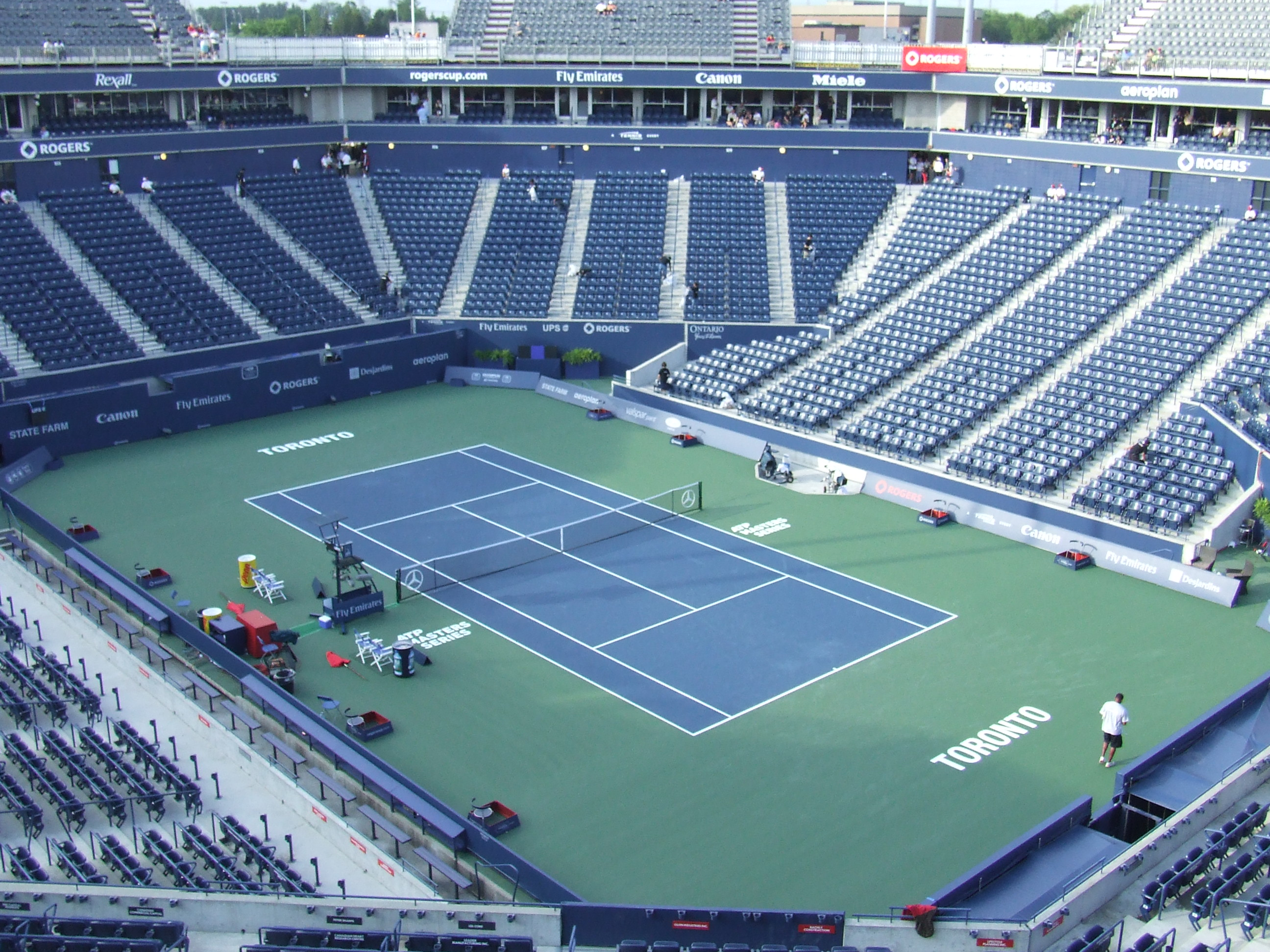
Het stadion in Toronto

Het tennistoernooi van Montréal/Toronto (traditioneel aangeduid als het Canadian Open of Canada Masters) is een jaarlijks terugkerend toernooi in Canada dat op hardcourt-buitenbanen wordt gespeeld.
Het toernooi wordt afwisselend georganiseerd in het IGA Stadium te Montréal en het Sobeys Stadium te Toronto, met dien verstande dat het mannentoernooi in Montréal plaatsvindt als de vrouwen in Toronto spelen (de oneven kalenderjaren tot en met 2019, de even kalenderjaren vanaf 2021) – de mannen spelen in Toronto als het vrouwentoernooi in Montréal wordt georganiseerd (de even kalenderjaren tot en met 2019, de oneven kalenderjaren vanaf 2021).
De officiële naam van het toernooi was Canadian Open (of Canada Masters) tot en met 2000, Rogers Cup van 2001 tot en met 2019 – sinds 2021 heet het National Bank Open.
Het toernooi bestaat uit twee delen:
- WTA-toernooi van Montréal/Toronto, het toernooi voor de vrouwen
- ATP-toernooi van Montréal/Toronto, het toernooi voor de mannen

ATP-toernooi van Montréal/Toronto‎ – WTA-toernooi van Montréal/Toronto‎

1990 ·
1991 ·
1992 ·
1993 ·
1994 ·
1995 ·
1996 ·
1997 ·
1998 ·
1999 ·
2000 ·
2001 ·
2002 ·
2003 ·
2004 ·
2005 ·
2006 ·
2007 ·
2008 ·
2009 ·
2010 ·
2011 ·
2012 ·
2013 ·
2014 ·
2015 ·
2016 ·
2017 ·
2018 ·
2019 ·
2020 ·
2021 ·
2022 ·
2023 ·
2024